# Martin Lintzel
Martin Lintzel (Magdeburgo, 28 febbraio 1901 – Halle, 15 luglio 1955) è stato uno storico tedesco, specializzato nella Germania medioevale.

## Biografia
Studiò all'università di Halle tra il 1919 e il 1925 e fu allievo di Albert Werminghoff. La sua dissertazione sull'istituzione medioevale dell'ostaggio fu pubblicata nel 1924 sotto la supervisione di Robert Holtzmann. Fu lettore a Halle dal 1931. A marzo del 1935 ottenne l'incarico di professore di storia medioevale e moderna presso l'università di Kiel, ma tornò a Halle 1936, in seguito a polemiche con le organizzazioni di stampa nazionalsocialista degli studenti di Kiel. Prestò servizio militare per due mesi nel 1944, ma fu esonerato per depressione. Proseguì la sua attività di lettore a Halle fino al 1953, quando, a seguito del suicidio di un amico e della morte della moglie, tornò a soffrire di grave depressione. Morì suicida nel 1955.

## Opere
- 1924. Die Beschlüsse der deutschen Hoftage von 911 bis 1056
- 1933. Die Stände der deutschen Volksrechte, hauptsächlich der Lex Saxonum
- 1933. Studien über Liudprand von Cremona
- 1933. Der sächsische Stammesstaat und seine Eroberung durch die Franken
- 1935. Karl der Große und Widukind
- 1937. Die Germanen auf deutschem Boden. Von der Völkerwanderung bis zum ersten Reich
- 1943. Die Kaiserpolitik Ottos des Grossen
- 1952. Die Entstehung des Kurfürstenkollegs
- 1953. Miszellen zur Geschichte des zehnten Jahrhunderts